# Liste der Grade-I-Bauwerke in Lincolnshire
| Lage von Lincolnshire in England |
| Gliederung von Lincolnshire |
| 1. Lincoln 2. North Kesteven 3. South Kesteven 4. South Holland 5. Boston 6. East Lindsey 7. West Lindsey 8. North Lincolnshire (Unitary Authority) 9. North East Lincolnshire (Unitary Authority) |

Diese Liste der Grade-I-Bauwerke in Lincolnshire nennt die Grade-I-Listed Buildings in Lincolnshire nach Bezirken geordnet.
Von den rund 373.000 Listed Buildings in England sind rund 9000, also etwa 2,4 %, als Grade I eingestuft. Davon befinden sich etwa 436 in Lincolnshire.

## Boston
1. Church of All Saints, Benington, Boston, PE22
2. Church of St Andrew, Butterwick, Boston, PE22
3. Church of St Guthlac, Fishtoft, Boston, PE21
4. Church of St Helen, Leverton, Boston, PE22
5. Church of St James, Freiston, Boston, PE22
6. Church of St Leodegar, Wyberton, Boston, PE21
7. Church of St Mary, Frampton, Boston, PE20
8. Church of St Mary, Old Leake, Boston, PE22
9. Church of St Mary, Sutterton, Boston, PE20
10. Church of St Mary, Swineshead, Boston, PE20
11. Church of St Mary and St Nicholas, Wrangle, Boston, PE22
12. Church of St Peter and St Paul, Algarkirk, Boston, PE20
13. Church of St Peter and St Paul, Kirton, Boston, PE20
14. Church of St Peter and St Paul, Wigtoft, Boston, PE20
15. Church of St Swithin, Bicker, Boston, PE20
16. Fydell House and Wall and Railings and 2 Urns, Boston, PE21
17. Guildhall and attached gate, Boston, PE21
18. Maud Foster Windmill and Granary, Boston, PE21
19. Parish Church of St Botolph, Boston, PE21
20. Rochford Tower, Fishtoft, Boston, PE21

## South Holland
1. Ayscoughfee Hall, South Holland, PE11
2. Bell Tower, Fleet, South Holland, PE12
3. Church of All Saints, Holbeach, South Holland, PE12
4. Church of All Saints, The Moultons, South Holland, PE12
5. Church of St Lawrence, Surfleet, South Holland, PE11
6. Church of St Margaret, Quadring, South Holland, PE11
7. Church of St Mary, Cowbit, South Holland, PE12
8. Church of St Mary, Long Sutton, South Holland, PE12
9. Church of St Mary, Pinchbeck, South Holland, PE11
10. Church of St Mary, Tydd St. Mary, South Holland, PE13
11. Church of St Mary, Weston, South Holland, PE12
12. Church of St Mary, Whaplode, South Holland, PE12
13. Church of St Mary and the Holy Rood, Donington, South Holland, PE11
14. Church of St Mary Magdalen, Fleet, South Holland, PE12
15. Church of St Mary Magdalene, Gedney, South Holland, PE12
16. Church of St Nicholas, Lutton, South Holland, PE12
17. Church of St Paul Including Attached Former Sunday Schoolroom, South Holland, PE11
18. Church of St Peter and St Paul, Gosberton, South Holland, PE11
19. Croyland Abbey, Crowland, South Holland, PE6
20. Holy Trinity Bridge, Crowland, South Holland, PE6
21. Parish Church of St Mary and St Nicholas, South Holland, PE11
22. Sneaths Mill, Lutton, South Holland, PE12
23. Spalding War Memorial, South Holland, PE11
24. The Wykeham Chapel of St Nicholas, Weston, South Holland, PE12
25. Windmill, The Moultons, South Holland, PE12

## North Kesteven
1. Aubourn Hall, Aubourn with Haddington, North Kesteven, LN5
2. Church of All Saints, Beckingham, North Kesteven, LN5
3. Church of All Saints, Canwick, North Kesteven, LN4
4. Church of All Saints, Coleby, North Kesteven, LN5
5. Church of All Saints, North Scarle, North Kesteven, LN6
6. Church of All Saints, Ruskington, North Kesteven, NG34
7. Church of All Saints, Wellingore, North Kesteven, LN5
8. Church of Saint Mary, Carlton-le-Moorland, North Kesteven, LN5
9. Church of Saint Peter, Norton Disney, North Kesteven, LN6
10. Church of St Andrew, Asgarby and Howell, North Kesteven, NG34
11. Church of St Andrew, Ewerby and Evedon, North Kesteven, NG34
12. Church of St Andrew, Heckington, North Kesteven, NG34
13. Church of St Andrew, Helpringham, North Kesteven, NG34
14. Church of St Andrew, Leasingham, North Kesteven, NG34
15. Church of St Andrew, Cranwell, Brauncewell and Byard’s Leap, North Kesteven, NG34
16. Church of St Chad, Welbourn, North Kesteven, LN5
17. Church of St Clement, Rowston, North Kesteven, LN4
18. Church of St Edith, Anwick, North Kesteven, NG34
19. Church of St Helen, Brant Broughton and Stragglethorpe, North Kesteven, LN5
20. Church of St James and St John, Dorrington, North Kesteven, LN4
21. Church of St John the Baptist, Great Hale, North Kesteven, NG34
22. Church of St Mary, Ashby De La Launde and Bloxholm, North Kesteven, LN4
23. Church of St Mary, Wilsford, North Kesteven, NG32
24. Church of St Michael, Billinghay, North Kesteven, LN4
25. Church of St Michael, Brant Broughton and Stragglethorpe, North Kesteven, LN5
26. Church of St Michael, Swaton, North Kesteven, NG34
27. Church of St Nicholas, Walcot Near Folkingham, North Kesteven, NG34
28. Church of St Peter, Navenby, North Kesteven, LN5
29. Church of St Peter, Doddington and Whisby, North Kesteven, LN6
30. Church of St Swithin, Leadenham, North Kesteven, LN5
31. Church of St Thomas a Becket, Digby, North Kesteven, LN4
32. Church Tower to the North of Temple Farmhouse, Temple Bruer with Temple High Grange, North Kesteven, LN5
33. Culverthorpe Hall, Culverthorpe and Kelby, North Kesteven, NG32
34. Doddington Hall, Doddington and Whisby, North Kesteven, LN6
35. Former Parish Church of St Barbara, Newton and Haceby, North Kesteven, NG34
36. Heckington Mill, Heckington, North Kesteven, NG34
37. Kyme Tower, South Kyme, North Kesteven, LN4
38. Meeting House and Attached Stable, Brant Broughton and Stragglethorpe, North Kesteven, LN5
39. Orchard Outbuilding at Somerton Castle, Boothby Graffoe, North Kesteven, LN5
40. Parish Church of St Andrew, Culverthorpe and Kelby, North Kesteven, NG32
41. Parish Church of St Botolph, Newton and Haceby, North Kesteven, NG34
42. Parish Church of St Denys, Aswarby and Swarby, North Kesteven, NG34
43. Parish Church of St Denys, Silk Willoughby, North Kesteven, NG34
44. Parish Church of St Denys, Sleaford, North Kesteven, NG34
45. Parish Church of St Peter, North Rauceby, North Kesteven, NG34
46. Parish Church of St Peter, Threekingham, North Kesteven, NG34
47. Parish Church of St Peter and Paul, Osbournby, North Kesteven, NG34
48. Somerton Castle and Outbuilding to North-West, Boothby Graffoe, North Kesteven, LN5
49. South-West Outbuilding at Somerton Castle, Boothby Graffoe, North Kesteven, LN5
50. The Temple at Coleby Hall, Coleby, North Kesteven, LN5

## South Kesteven
1. Angel and Royal Hotel, South Kesteven, NG31
2. Aslackby Manor House, Aslackby and Laughton, South Kesteven, NG34
3. Bastion, Stamford, South Kesteven, PE9
4. Belton House, Belton and Manthorpe, South Kesteven, NG32
5. Boothby Manor House, Boothby Pagnell, South Kesteven, NG33
6. Brazenose College Gate. Retaining Walls of College, Stamford, South Kesteven, PE9
7. Casewick Hall, Uffington, South Kesteven, PE9
8. Church of All Saints, Barrowby, South Kesteven, NG32
9. Church of All Saints, Dunsby, South Kesteven, PE10
10. Church of All Saints, Fenton, South Kesteven, NG23
11. Church of All Saints, Hough-on-the-Hill, South Kesteven, NG32
12. Church of All Saints, Hougham, South Kesteven, NG32
13. Church of All Saints, Stamford, South Kesteven, PE9
14. Church of All Saints, Westborough and Dry Doddington, South Kesteven, NG23
15. Church of Saint Lawrence, Sedgebrook, South Kesteven, NG32
16. Church of Saint Mary and Saint Peter, Harlaxton, South Kesteven, NG32
17. Church of Saint Peter and Saint Paul, Belton and Manthorpe, South Kesteven, NG32
18. Church of St Andrew, Denton, South Kesteven, NG32
19. Church of St Andrew, Pickworth, South Kesteven, NG34
20. Church of St Andrew, Pointon and Sempringham, South Kesteven, NG34
21. Church of St Andrew, Rippingale, South Kesteven, PE10
22. Church of St Andrew, West Deeping, South Kesteven, PE6
23. Church of St Andrew, Witham on the Hill, South Kesteven, PE10
24. Church of St Bartholomew, Ingoldsby, South Kesteven, NG33
25. Church of St Bartholomew, Welby, South Kesteven, NG32
26. Church of St Firmin, Thurlby, South Kesteven, PE10
27. Church of St George, Stamford, South Kesteven, PE9
28. Church of St Guthlac, Little Ponton and Stroxton, South Kesteven, NG33
29. Church of St James, Castle Bytham, South Kesteven, NG33
30. Church of St James, Skillington, South Kesteven, NG33
31. Church of St John, Corby Glen, South Kesteven, NG33
32. Church of St John the Baptist, Colsterworth, South Kesteven, NG33
33. Church of St John the Baptist, Morton & Hanthorpe, South Kesteven, PE10
34. Church of St John the Baptist, South Witham, South Kesteven, NG33
35. Church of St John the Baptist, Stamford, South Kesteven, PE9
36. Church of St Martin, Ancaster, South Kesteven, NG32
37. Church of St Martin, Barholm and Stowe, South Kesteven, PE9
38. Church of St Martin, Stamford, South Kesteven, PE9
39. Church of St Mary, North Witham, South Kesteven, NG33
40. Church of St Mary, Stamford, South Kesteven, PE9
41. Church of St Mary and St Andrew, Easton, South Kesteven, NG33
42. Church of St Mary Magdalene, Bitchfield and Bassingthorpe, South Kesteven, NG33
43. Church of St Medard, Little Bytham, South Kesteven, NG33
44. Church of St Michael, Heydour, South Kesteven, NG32
45. Church of St Michael and All Angels, Edenham, South Kesteven, PE10
46. Church of St Michael and All Angels, Uffington, South Kesteven, PE9
47. Church of St Peter, Counthorpe and Creeton, South Kesteven, NG33
48. Church of St Peter, Lenton Keisby and Osgodby, South Kesteven, NG33
49. Church of St Peter, Ropsley and Humby, South Kesteven, NG33
50. Church of St Nicholas, Barkston, South Kesteven, NG32
51. Church of St Nicholas, Carlton Scroop, South Kesteven, NG32
52. Church of St Nicholas, Fulbeck, South Kesteven, NG32
53. Church of St Sebastian, Great Gonerby, South Kesteven, NG31
54. Church of St Swithin, Long Bennington, South Kesteven, NG23
55. Church of St Thomas a Becket, Bitchfield and Bassingthorpe, South Kesteven, NG33
56. Church of St Thomas a Becket, Burton Coggles, South Kesteven, NG33
57. Church of St Wilfrid, Honington, South Kesteven, NG32
58. Church of St Wulfram, South Kesteven, NG31
59. Church of St. Andrew, Billingborough, South Kesteven, NG34
60. Church of St. Andrew, Boothby Pagnell, South Kesteven, NG33
61. Church of St. Andrew, Folkingham, South Kesteven, NG34
62. Church of St. Andrew, Haconby, South Kesteven, PE10
63. Church of St. Andrew, Horbling, South Kesteven, NG34
64. Church of St. Andrew, Irnham, South Kesteven, NG33
65. Church of St. Guthlac, Market Deeping, South Kesteven, PE6
66. Church of St. James, Aslackby and Laughton, South Kesteven, NG34
67. Church of St. James, Deeping St. James, South Kesteven, PE6
68. Church of St. John the Baptist, Baston, South Kesteven, PE6
69. Church of St. Lawrence, Tallington, South Kesteven, PE9
70. Church of St. Maragret, Braceborough and Wilsthorpe, South Kesteven, PE9
71. Church of St. Mary, Marston, South Kesteven, NG32
72. Church of St. Mary, Swinstead, South Kesteven, NG33
73. Church of St. Mary and All Saints, Kirkby Underwood, South Kesteven, PE10
74. Church of St. Michael, Langtoft, South Kesteven, PE6
75. Church of St. Peter, Claypole, South Kesteven, NG23
76. Church of St. Peter, Foston, South Kesteven, NG32
77. Church of St. Stephen, Careby Aunby and Holywell, South Kesteven, PE9
78. Church of St. Stephen, Carlby, South Kesteven, PE9
79. Church of St. Thomas a Becket, Greatford, South Kesteven, PE9
80. Church of the Holy Cross, Great Ponton, South Kesteven, NG33
81. Cross Shaft on South Side of Church of St. Peter, 6 Yds from South Doorway, Counthorpe and Creeton, South Kesteven, NG33
82. Cross Shaft on West Side of Church of St Peter, 12 Yds. North-West of Tower, Counthorpe and Creeton, South Kesteven, NG33
83. Extensions of Angel and Royal Hotel on North Side of Front Block, South Kesteven, NG31
84. Forecourt Gateway and Screen at Harlaxton Manor, Harlaxton, South Kesteven, NG32
85. Gateway (Known As Inigo Jones Gateway) 90 Metres South East of Denton Manor, in Denton Park, Denton, South Kesteven, NG32
86. Grantham House, South Kesteven, NG31
87. Grimsthorpe Castle and North Court, Edenham, South Kesteven, PE10
88. Harlaxton Manor, Harlaxton, South Kesteven, NG32
89. Irnham Hall, Irnham, South Kesteven, NG33
90. King’s School (‘old School’ Fronting Church Street), South Kesteven, NG31
91. Ornamental Archway 250 M South West from Hall, Stoke Rochford, South Kesteven, NG33
92. Ornamental Archway, Approximately 350 Metres South of Stoke Rochford Hall, Stoke Rochford, South Kesteven, NG33
93. Parish Church of St Peter and St Paul, Bourne, South Kesteven, PE10
94. Parish Church of St Vincent, Caythorpe, South Kesteven, NG32
95. Remains of St Leonard’s Priory, Stamford, South Kesteven, PE9
96. School House (Headmaster’s Residence), South Kesteven, NG31
97. Seats, Balustrades and Terraces to East of Stoke Rochford Hall, Stoke Rochford, South Kesteven, NG33
98. South Gates to Belton Park, Londonthorpe and Harrowby Without, South Kesteven, NG31
99. Stable Buildings to Grantham House, South Kesteven, NG31
100. Stables to Belton Park, Belton and Manthorpe, South Kesteven, NG32
101. Stoke Rochford Hall, Stoke Rochford, South Kesteven, NG33
102. Summer House, Swinstead, South Kesteven, NG33
103. The Manor House, Bitchfield and Bassingthorpe, South Kesteven, NG33
104. The Old Rectory and the East Wing, Market Deeping, South Kesteven, PE6
105. Village Cross, Deeping St. James, South Kesteven, PE6
106. Walls Steps and Gazebos to South West of Forecourt at Harlaxton Manor, Harlaxton, South Kesteven, NG32
107. Willoughby Memorial Library and Art Gallery, Corby Glen, South Kesteven, NG33
108. Woolsthorpe Manor House, Colsterworth, South Kesteven, NG33

## Lincoln
1. 46 AND 47, Steep Hill, Lincoln, LN2
2. Atherstone Place, Lincoln, LN2
3. Base of North Gate Bastion Attached to Number 50 (Number 50 Not Included), Lincoln, LN1
4. Base of Roman Wall Turret, Lincoln, LN2
5. Bishops Palace (Remains), Lincoln, LN2
6. Cantilupe Chantry South, Lincoln, LN2
7. Cathedral Church of St Mary and Cloisters and Chapter House and Libraries, Lincoln, LN2
8. Church of All Saints, Lincoln, LN5
9. Church of St Mary Le Wigford, Lincoln, LN5
10. Church of St Peter at Gowts, Lincoln, LN5
11. Close Wall and Tower in the Garden of Number 10 close Wall and Tower in the Garden of Number 2 close Wall and Tower in the Garden of Number 25, Lincoln, LN2
12. Close Wall Between Number 16a Minster Yard and the Deanery, Lincoln, LN2,
13. Close Wall to South and West of Edward King House, Lincoln, LN2,
14. Close Wall to South and West of the Deanery, Lincoln, LN2,
15. Colonia Wall and Lower West Gate, Lincoln, LN1
16. Exchequergate, Lincoln, LN2
17. Number 52 and Adjoining Newport Arch, Lincoln, LN1
18. Gatehouse and Gateway Tower to Vicars’ Court, Lincoln, LN2
19. Greestone Steps and Arch with Adjoining Close Wall to West, Lincoln, LN2
20. Greyfriars’ Museum, Lincoln, LN2
21. High Bridge, Lincoln, LN5
22. Jews Court, Lincoln, LN2
23. Jews House, Lincoln, LN2
24. Lincoln Castle, Lincoln, LN1
25. Mint Wall, Lincoln, LN1
26. Outer East Gateway to Bishops Palace, Lincoln, LN2
27. Pottergate Arch, Lincoln, LN2
28. Remains of North Tower of Roman East Gate, Lincoln, LN2
29. Roman Wall Between Eastgate and North Wing of Eastgate Hotel, Lincoln, LN2
30. Roman Well and Part of Forum Wall, Lincoln, LN1
31. Ruined Building and Adjoining Section of Close Wall to North, Lincoln, LN2
32. Section of Roman Wall, Lincoln, LN2
33. St Mary’s Guildhall, Lincoln, LN5
34. St Marys School, Lincoln, LN2
35. Stonebow and Guildhall, Lincoln, LN2
36. The Bishop’s House, Lincoln, LN2
37. The Chancery, Lincoln, LN2
38. The Deanery and Paley Flats and Adjoining Outbuildings and Stables, Lincoln, LN2
39. The Priory and Attached Section of Close Wall, Lincoln, LN2
40. Tower and Sections of Close Wall Bordering Grounds of Number 5 Pottergate, Lincoln, LN2
41. Vicars Court, Lincoln, LN2
42. Vicars Court and Attached Wall to South, Lincoln, LN2
43. Vicars Court and Priests Vicars Houses, Lincoln, LN2

## North Lincolnshire(Unitary Authority)
1. Abbot’s Lodge, Thornton Curtis, North Lincolnshire, DN39
2. Barrow Hall, Barrow upon Humber, North Lincolnshire, DN19
3. Church of All Saints, Belton, North Lincolnshire, DN9
4. Church of All Saints, Cadney, North Lincolnshire, DN20
5. Church of All Saints, Goxhill, North Lincolnshire, DN19
6. Church of All Saints, Winteringham, North Lincolnshire, DN15
7. Church of All Saints, Winterton, North Lincolnshire, DN15
8. Church of Holy Trinity, Barrow upon Humber, North Lincolnshire, DN19
9. Church of Saint Denys, North Killingholme, North Lincolnshire, DN40
10. Church of Saint John the Baptist, Alkborough, North Lincolnshire, DN15
11. Church of Saint Lawrence, Thornton Curtis, North Lincolnshire, DN39
12. Church of Saint Mary, Wrawby, North Lincolnshire, DN20
13. Church of Saint Maurice, Horkstow, North Lincolnshire, DN18
14. Church of Saint Nicholas, Ulceby, North Lincolnshire, DN39
15. Church of Saint Peter, East Halton, North Lincolnshire, DN40
16. Church of St Andrew, Burton upon Stather, North Lincolnshire, DN15
17. Church of St Andrew, Epworth, North Lincolnshire, DN9
18. Church of St Andrew, Kirton in Lindsey, North Lincolnshire, DN21
19. Church of St Andrew, Redbourne, North Lincolnshire, DN21
20. Church of St Andrew, Wootton, North Lincolnshire, DN39
21. Church of St Lawrence, North Lincolnshire, DN15
22. Church of St Martin, Owston Ferry, North Lincolnshire, DN9
23. Church of St Mary, Barnetby Le Wold, North Lincolnshire, DN38
24. Church of St Mary, Barton-upon-Humber, North Lincolnshire, DN18
25. Church of St Mary, Broughton, North Lincolnshire, DN20
26. Church of St Mary, Roxby cum Risby, North Lincolnshire, DN15
27. Church of St Nicholas, Haxey, North Lincolnshire, DN9
28. Church of St Oswald, Crowle and Ealand, North Lincolnshire, DN17
29. Church of St Oswald, Keadby with Althorpe, North Lincolnshire, DN17
30. Church of St Peter, Barton-upon-Humber, North Lincolnshire, DN18
31. Church of St Peter Ad Vincula, Bottesford, North Lincolnshire, DN16
32. Grammar School (Original Portion), Brigg, North Lincolnshire, DN20
33. Medieval Hall Adjoining North East Corner of Goxhill Hall, Goxhill, North Lincolnshire, DN19
34. Newstead Priory Farmhouse and Screen Wall Adjoining to Left, Cadney, North Lincolnshire, DN20
35. Normanby Hall, Burton upon Stather, North Lincolnshire, DN15
36. Remains of Thornton Abbey Church and Adjoining Monastic Ranges, Thornton Curtis, North Lincolnshire, DN39
37. Scawby Hall, Scawby, North Lincolnshire, DN20
38. The Old Rectory, Epworth, North Lincolnshire, DN9
39. Thornton Abbey Gatehouse and Wing Walls, Precinct Walls and Barbican, Thornton Curtis, North Lincolnshire, DN39

## North East Lincolnshire(Unitary Authority)
1. Church of Saint Andrew, Irby, North East Lincolnshire, DN37
2. Church of Saint Helen, Barnoldby Le Beck, North East Lincolnshire, DN37
3. Church of Saint Margaret, Laceby, North East Lincolnshire, DN37
4. Church of St Andrew, Immingham, North East Lincolnshire, DN40
5. Church of St Giles, North East Lincolnshire, DN33
6. Church of St James, North East Lincolnshire, DN31
7. Church of St Lawrence, Aylesby, North East Lincolnshire, DN37
8. Church of St Mary, Hatcliffe, North East Lincolnshire, DN37
9. Church of St Michael, North East Lincolnshire, DN34
10. Church of St Nicolas, Great Coates, North East Lincolnshire, DN37
11. Church of the Holy Trinity and Holy Mary the Virgin, North East Lincolnshire, DN32
12. The Dock Tower, North East Lincolnshire, DN31

## East Lindsey
1. Abbey Ruins, Tupholme, East Lindsey, LN3
2. Bolingbroke Castle, Bolingbroke, East Lindsey, PE23
3. Church Close, Coningsby, East Lindsey, LN4
4. Church of All Saints, Croft, East Lindsey, PE24
5. Church of All Saints, Friskney, East Lindsey, PE22
6. Church of All Saints, Legbourne, East Lindsey, LN11
7. Church of All Saints, Theddlethorpe All Saints, East Lindsey, LN12
8. Church of All Saints, West Ashby, East Lindsey, LN9
9. Church of All Saints, Saltfleetby, East Lindsey, LN11
10. Church of Holy Trinity, Tattershall, East Lindsey, LN4
11. Church of St Adelwold, Alvingham, East Lindsey, LN11
12. Church of St Andrew, Hannah cum Hagnaby, East Lindsey, LN13
13. Church of St Benedict, Haltham, East Lindsey, LN9
14. Church of St Botolph, Skidbrooke with Saltfleet Haven, East Lindsey, LN11
15. Church of St Clement, Grainthorpe, East Lindsey, LN11
16. Church of St Edith, Grimoldby, East Lindsey, LN11
17. Church of St Helen, Willoughby with Sloothby, East Lindsey, LN13
18. Church of St James, Spilsby, East Lindsey, PE23
19. Church of St John the Baptist, Yarburgh, East Lindsey, LN11
20. Church of St Leonard, Haugh, East Lindsey, LN13
21. Church of St Leonard, South Cockerington, East Lindsey, LN11
22. Church of St Leonard, South Ormsby cum Ketsby, East Lindsey, LN11
23. Church of St Leonard, Woodhall Spa, East Lindsey, LN10
24. Church of St Margaret, Huttoft, East Lindsey, LN13
25. Church of St Margaret, Sibsey, East Lindsey, PE22
26. Church of St Margaret, Well, East Lindsey, LN13
27. Church of St Martin, Waithe, East Lindsey, DN36
28. Church of St Mary, Alvingham, East Lindsey, LN11
29. Church of St Mary, Hainton, East Lindsey, LN8
30. Church of St Mary, Hogsthorpe, East Lindsey, PE24
31. Church of St Mary, Ludborough, East Lindsey, DN36
32. Church of St Mary, Marshchapel, East Lindsey, DN36
33. Church of St Mary, North Somercotes, East Lindsey, LN11
34. Church of St Mary, Skegness, East Lindsey, PE25
35. Church of St Michael, Burwell, East Lindsey, LN11
36. Church of St Michael, Coningsby, East Lindsey, LN4
37. Church of St Nicholas, Addlethorpe, East Lindsey, PE24
38. Church of St Peter, Conisholme, East Lindsey, LN11
39. Church of St Peter, Lusby with Winceby, East Lindsey, PE23
40. Church of St Peter, South Somercotes, East Lindsey, LN11
41. Church of St Peter, Thorpe St. Peter, East Lindsey, PE24
42. Church of St Peter and St Paul, Burgh Le Marsh, East Lindsey, PE24
43. Church of St Peter and St Paul, Ingoldmells, East Lindsey, PE25
44. Church of St Peter and St Paul, Langton By Spilsby, East Lindsey, PE23
45. Church of St Peter and St Paul, Tetney, East Lindsey, DN36
46. Church of St Thomas of Canterbury, Mumby, East Lindsey, LN13
47. Church of St Wilfrid, Alford, East Lindsey, LN13
48. Church of St. Swithin, Baumber, East Lindsey, LN9
49. Cross, Friskney, East Lindsey, PE22
50. Dobson’s Windmill, Burgh Le Marsh, East Lindsey, PE24
51. Gunby Hall, Candlesby with Gunby, East Lindsey, PE23
52. Hainton Hall, Hainton, East Lindsey, LN8
53. Halstead Hall, Stixwould and Woodhall, East Lindsey, LN10
54. Harrington Hall, Harrington, East Lindsey, PE23
55. Kirkstead Abbey Ruins, Woodhall Spa, East Lindsey, LN10
56. Kitchen Ruins to Tattershall Castle, Tattershall, East Lindsey, LN4
57. Little Grimsby Hall, Brackenborough with Little Grimsby, East Lindsey, LN11
58. Louth Abbey Ruins, Keddington, East Lindsey, LN11
59. Magdalen College School, Now Library, Wainfleet All Saints, East Lindsey, PE24
60. Market Cross, Tattershall, East Lindsey, LN4
61. Methodist Chapel and Stables at Raithby Hall, Raithby, East Lindsey, PE23
62. Moat Walls at Tattershall Castle, Tattershall, East Lindsey, LN4
63. Parish Church of St James, Louth, East Lindsey, LN11
64. Revesby Abbey and Stable Yard, Revesby, East Lindsey, PE22
65. Roman Wall, Horncastle, East Lindsey, LN9
66. Roman Wall, Horncastle, East Lindsey, LN9
67. Roman Wall Embedded in Clinic Building, Horncastle, East Lindsey, LN9
68. Roman Wall Now in Lobby of Public Library, Horncastle, East Lindsey, LN9
69. Roman Wall to Rear of the Manor House, Horncastle, East Lindsey, LN9
70. Round Towers, Tattershall Castle, Tattershall, East Lindsey, LN4
71. Scrivelsby Court, Scrivelsby, East Lindsey, LN9
72. Section of Roman Wall to Rear of No 5, Horncastle, East Lindsey, LN9
73. Sibsey Trader Mill, Sibsey, East Lindsey, PE22
74. Somersby Grange, Greetham with Somersby, East Lindsey, PE23
75. Stable Ruins at Tattershall Castle, Tattershall, East Lindsey, LN4
76. Tattershall Castle, Tattershall, East Lindsey, LN4
77. Ticket Office and Shop, Tattershall Castle, Tattershall, East Lindsey,
78. West Tower of Former Church of St Peter, Saltfleetby, East Lindsey, LN11
79. Windmill, Alford, East Lindsey, LN13

## West Lindsey
1. 2 Grave Slabs Under Eaves on South Side of Nave at Church of St Michael, Hackthorn, West Lindsey, LN2
2. Brocklesby Hall, Brocklesby, West Lindsey, DN41
3. Church of All Saints, Bigby, West Lindsey, DN38
4. Church of All Saints, Brocklesby, West Lindsey, DN41
5. Church of All Saints, Heapham, West Lindsey, DN21
6. Church of All Saints, Holton cum Beckering, West Lindsey, LN8
7. Church of All Saints, Laughton, West Lindsey, DN21
8. Church of All Saints, Nettleham, West Lindsey, LN2
9. Church of All Saints, Tealby, West Lindsey, LN8
10. Church of All Saints, Walesby, West Lindsey, LN8
11. Church of All Saints, West Rasen, West Lindsey, LN8
12. Church of Saint Bartholomew, Keelby, West Lindsey, DN41
13. Church of Saint Peter, Great Limber, West Lindsey, DN37
14. Church of Saint Peter and Saint Paul, Caistor, West Lindsey, LN7
15. Church of St Alkmund, Blyborough, West Lindsey, DN21
16. Church of St Botolph, Saxilby with Ingleby, West Lindsey, LN1
17. Church of St Chad, Dunholme, West Lindsey, LN2
18. Church of St Chad, Harpswell, West Lindsey, DN21
19. Church of St Clement, Fiskerton, West Lindsey, LN3
20. Church of St Cornelius, Linwood, West Lindsey, LN8
21. Church of St Edith, Stow, West Lindsey, LN1
22. Church of St Genwys, Scotton, West Lindsey, DN21
23. Church of St Helen, Lea, West Lindsey, DN21
24. Church of St Helen, Saxby, West Lindsey, LN8
25. Church of St John the Baptist, Northorpe, West Lindsey, DN21
26. Church of St John the Baptist and Monson Mausoleum, South Carlton, West Lindsey, LN1
27. Church of St Laurence, Snarford, West Lindsey, LN8
28. Church of St Lawrence, Bardney, West Lindsey, LN3
29. Church of St Lawrence, Corringham, West Lindsey, DN21
30. Church of St Lawrence and St George, Springthorpe, West Lindsey, DN21
31. Church of St Martin, Blyton, West Lindsey, DN21
32. Church of St Mary, Claxby, West Lindsey, LN8
33. Church of St Mary, Stow, West Lindsey, LN1
34. Church of St Mary Magdalene, Rothwell, West Lindsey, LN7
35. Church of St Peter, Normanby By Spital, West Lindsey, LN8
36. Church of St Peter, Osgodby, West Lindsey, LN8
37. Church of St Peter, Scotter, West Lindsey, DN21
38. Church of St Peter and St Paul, Cherry Willingham, West Lindsey, LN3
39. Church of St Peter and St Paul, Glentham, West Lindsey, LN8
40. Church of St Peter and St Paul, Owmby, West Lindsey, LN8
41. Church of St. Margaret of Antioch, Marton, West Lindsey, DN21
42. Fillingham Castle, Fillingham, West Lindsey, DN21
43. Fragment of Barlings Abbey Church, Barlings, West Lindsey, LN3
44. Gates and Piers to Nettleham Hall, Nettleham, West Lindsey, LN2
45. Gateway at Scampton House Farm in Field to West of House, Scampton, West Lindsey, LN1
46. Grange De Lings House, Grange De Lings, West Lindsey, LN2
47. Grave Marker at Church of St Michael 14 Paces from South East Angle of Nave, Hackthorn, West Lindsey, LN2
48. Hackthorn Hall, Hackthorn, West Lindsey, LN2
49. Holgate Monument, Brocklesby, West Lindsey, DN41
50. Hunt Kennels and House, Brocklesby, West Lindsey, DN41
51. Mausoleum, Wall and Screen, Great Limber, West Lindsey, DN37
52. Newsham Bridge, Brocklesby, West Lindsey, DN41
53. No 9 Shop and Church End Farmhouse, Keelby, West Lindsey, DN41
54. North Carlton Hall, North Carlton, West Lindsey, LN1
55. Norton Place, Bishop Norton, West Lindsey, LN8
56. Parish Church of All Saints, Gainsborough, West Lindsey, DN21LN4
57. Roman Wall, Caistor, West Lindsey, LN7
58. The Hermitage, Brocklesby, West Lindsey, DN41
59. The Old Hall, Gainsborough, West Lindsey, DN21
60. Torksey Castle, Torksey, West Lindsey, LN1